# Nemastomella monchiquensis
Nemastoma monchiquense is een hooiwagen uit de familie aardhooiwagens (Nemastomatidae). De originele naamcombinatie (protoniem) was Nemastoma monchiquense Kraus, 1961. Een volgende naamrecombinatie werd gepubliceerd als Nemastomella monchiquensis (Kraus, 1961) in Schönhofer 2013.